# کاسیانو چاوریا

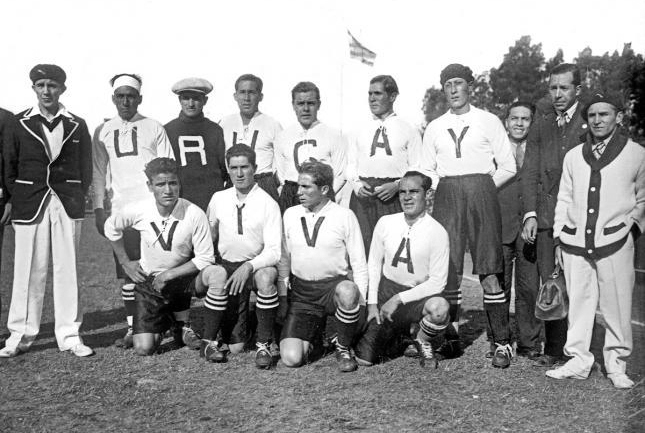
تیم ملی فوتبال بولیوی - ۱۹۳۰

کاسیانو چاوریا (انگلیسی: Casiano Chavarría؛ زادهٔ ۳ اوت ۱۹۰۱) یک بازیکن فوتبال اهل بولیوی است.
وی همچنین در تیم ملی فوتبال بولیوی بازی کرده‌است.